# Flikkezijlsterpolder
De Flikkezijlsterpolder, eerder ook Tuikwerderpolder genoemd, is een voormalig waterschap in de provincie Groningen. Het poldergebied is nu grotendeels volgebouwd met huizen.
De polder was gelegen tussen Appingedam en Delfzijl, tussen het Damsterdiep en het Eemskanaal. De oostgrens lag op de plek waar nu de Hogelandsterweg ligt. In het westen grensde het aan de Leeghwaterpolder, ongeveer op de plek waar nu de Klaas Bosstraat en de Mr. A.T. Voslaan liggen. 
Het gebied maakte sinds de 14e eeuw deel uit van het Dorpsterzijlvest. De zijleden Amsweer en de Tuikwerd waterden via het riviertje Oude Leesk of Oude Leest uit bij het zijltje Flikkebuil (1828) oftewel het Flikzijltje (ca. 1840-1850) aan het Damsterdiep. Dit riviertje ontsprong in het Meedhuizermeer, maar was halverwege afgedamd. De oostgrens werd gevormd door een kade, die de afscheiding vormde met het Farmsumerzijlvest. Het zuidelijke deel van Amsweer (Lutkeweren) hoorde bij de polder Gommelburg.
Door de aanleg van het Eemskanaal vanaf 1866 werd de oorspronkelijke Flikkezijlsterpolder in tweeën geknipt. De Nijverheidspolder overkwam hetzelfde lot. Beide noordelijke delen, respectievelijk 107 en 96 ha, werden in 1868 samengevoegd tot de nieuwe Flikkezijlsterpolder, sinds 1871 deel uitmakend van het Waterschap Fivelingo. De delen ten zuiden van het Eemskanaal kregen de naam Nijverheidspolder, behorend tot het Waterschap Duurswold, met aanvankelijk een molen aan het Meedhuizermeer. Een deel van de polder Gommelburg werd hier eveneens aan toegevoegd.
De Flikkezijlsterpolder had een molen uit 1843. een grondzeiler die uitsloeg op het Damsterdiep, aan de oostkant van de wijk Tuikwerd. Dit was op de plek waar nu het gemaal Flikkezijl ligt, even ten noorden van de T-splitsing van de straten Zwet met Zeel.
De molen werd in 1912 afgebroken en verkocht naar Weerdinge. De bemaling werd daarna overgenomen door een Brons ruwoliemotor. Nu staat hier een elektrisch gemaal.
De polder moet niet worden verward met de veel kleinere Tuikwerderpolder in de bocht van het Tuikwerderrak. Hier stond een spinnenkopmolen, gebouwd in 1886 en afgebrand in 1948.
Waterstaatkundig gezien ligt het gebied sinds 2000 binnen dat van het waterschap Noorderzijlvest.

## Kaart
- Extract uit de kadastrale plans van de gemeente Delfzijl, voor zoo verre betreffende de perceelen behoorende onder de uitwatering van het zoogenaamde Flikzijltje met bijvoeging van den loop van het hoofdkanaal, kaden etc.. Groninger Archieven (1840-50) – via Beeldbank Groningen.